# Łączność współdziałania
Łączność współdziałania – łączność organizowana za pomocą różnych środków łączności na wszystkich szczeblach dowodzenia na okres wspólnego wykonywania zadania przez różne związki, oddziały i pododdziały.

## Charakterystyka
Łączność współdziałania tworzy się na podstawie decyzji dowódcy organizującego współdziałanie. Niezbędne siły i środki łączności i informatyki wydzielają szefowie łączności szczebla organizującego współdziałanie, tworząc niezbędne relacje łączności.
Odpowiedzialność za zapewnienie łączności współdziałania ponoszą:
1. wzdłuż frontu → sąsiad po lewej stronie
2. z głębi ugrupowania do frontu → ta jednostka, która jest w odwodzie lub w 2. rzucie
3. między wspieranymi (jednostki ogólnowojskowe) i wspierającymi (jednostki różnych wojsk) łączność organizują wspierający
4. luzowanie → dowódca oddziału luzującego
5. z elementami układu pozamilitarnego → dowódca wchodzący w dany rejon działania

Między wojskami lądowymi a innymi rodzajami sił zbrojnych:
1. współdziałanie z lotnictwem wspierającym →  realizowana jest poprzez zespoły funkcjonalne wydzielane z sił powietrznych; na szczeblu dywizja – batalion są to grupy dowodzenia lotnictwem taktycznym przybywające z własnymi siłami i środkami łączności i informatyki na stanowisko dowodzenia wojsk lądowych; środki radiowe, wykorzystywane przez oficerów grup dowodzenia lotnictwem taktycznym pracują w sieciach radiowych dowodzenia naziemnego i powietrznego. Grupy te udzielają fachowej pomocy dowódcom wspieranym;
2. współdziałanie z siłami marynarki wojennej → łączność współdziałania realizowana jest poprzez zespoły funkcjonalne wydzielone z marynarki wojennej, przybywające z własnymi siłami i środkami łączności i informatyki na odpowiednie stanowiska dowodzenia wojsk lądowych;

Łączność współdziałania w układzie koalicyjnym organizuje się zgodnie z zasadami i procedurami zawartymi w rozkazach przełożonych sił połączonych.